# Lagoa do Coelho
A Lagoa do Coelho está localizada na divisa dos municípios de Touros com São Miguel do Gostoso, ambos no estado do Rio Grande do Norte. O empreendimento Lagoa do Coelho Resort está sendo construído com vias de aumentar o turismo no local.